# Битка при Джида
 Тази статия е за битка при Джида (1812).  За битката при Джида от 1925 вижте Битка при Джида (1925).  
Битката при Джида се провежда през 1813 г. при град Джида в Западна Арабия като част от Османско-саудитската война.
Армията на Тусун паша достига до Медина и друга армия, водена от баща му Мохамед Али паша, пристига от Египет. Египтяните превземат града, като шарифът (управител на Хиджаз и традиционен управител на свещените градове Мека и Медина) е изпратен в Истанбул и хвърлен в затвора. Няколко дена по-късно тези сили си връщат Мека и султан Махмуд II обявява Галиб Ефенди за нов шариф на Хиджаз.